# 貸付信託

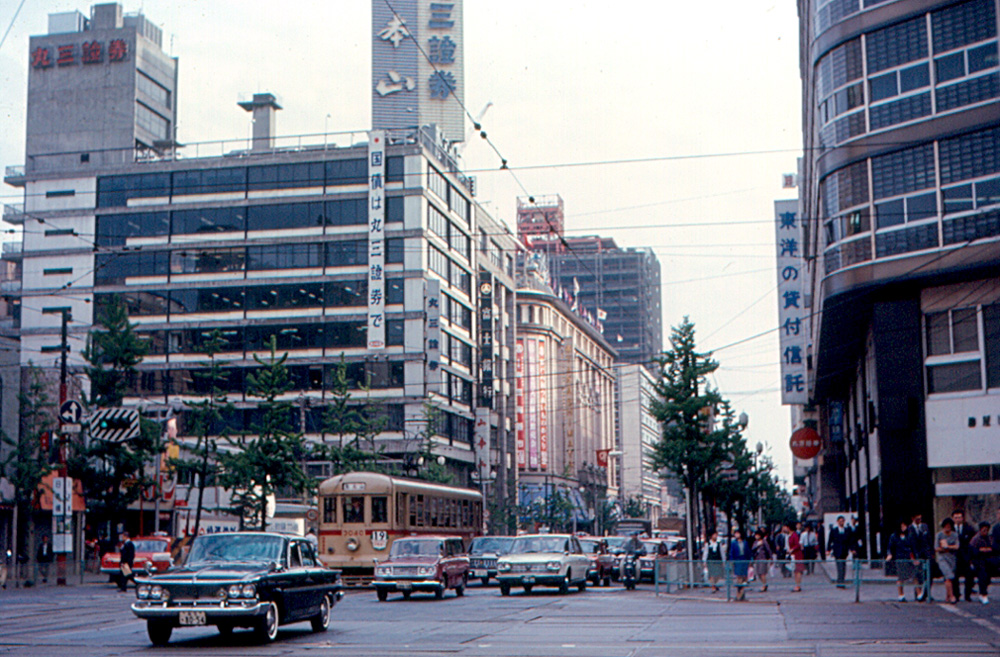
1967年の東京・日本橋の風景。「東洋の貸付信託」の看板が見える。

貸付信託（かしつけしんたく）は、かつて日本の信託銀行で販売されていた貯蓄型信託商品である。
貸付信託法第二条1項では「一個の信託約款に基いて、受託者が多数の委託者との間に締結する信託契約により受け入れた金銭を、主として貸付又は手形割引の方法により、合同して運用する金銭信託であって、当該信託契約に係る受益権を受益証券によって表示する」と定義されている。
1952年6月に公布・施行された貸付信託法に基づき誕生し、ピーク時の1993年度末には50兆7000億円余りの信託元本を集めるほどの主力商品であったが、顧客ニーズの多様化などの要因により、2009年9月21日以降すべての信託銀行で新規取り扱いを終了し、2014年9月20日までにすべての契約が満期償還されている。

## 歴史
第二次世界大戦終戦当時7社あった信託会社は、戦後の個人資産家層の壊滅やインフレーションの亢進、1948年に施行された証券取引法の制定により証券業務ができなくなったことから存続が危ぶまれた。そこで、金融機関再建整備法に基づく信託会社の再建整備計画書に、信託会社を銀行に転換することを盛り込み、1943年に制定された兼営法により信託業務を兼営させる再建策が採られた（信託銀行の歴史については、信託銀行#日本における信託銀行史に詳しい）。こうして誕生した信託銀行は、1951年9月末の銀行預金が信託財産を上回り、銀行業務によって支えられた形となったが、店舗網の劣勢により十分な収益を上げるに至らなかった。
そこで、高利回りで2か月程度の短期の単独運用指定金銭信託（指定単）により大口資金を集めたが、これは信託銀行の健全性を損ね、低金利政策にも反するとされ受託制限が掛けられた。これに代わる商品として、かねてから各信託銀行から提示された案を取りまとめ、1952年1月に信託協会から「貸付投資信託制度実施に関する件」と題する要望書が大蔵大臣ほか関係先に提出された。これが貸付信託の原型である。基金制度が不明確であることから、大蔵省内で異論が出て一度は取りやめとなったが、これを受け、受益証券の有価証券化を明示した「貸付信託法案要綱」が作成された。さらなる検討を経て1952年3月国会に提出され、5月に可決。同年6月に公布施行された。
前年に創設された証券投資信託の売れ行きが好調で、当初は貸付信託への受託残高の流入は少ないとの見方があり、法案審議過程で、池田勇人大蔵大臣は「年間60～70億円の取り扱いを目指したい」と答弁したが、制度発足から1953年3月までの設定総額は107億円と予想をはるかに上回るものであった。高利回りで元本が保証されていることに加え、1年経過後はいつでも換金可能という優れた商品性からその後も受託残高は著しい伸びを示した。昭和30年代の貸付信託の年平均増加率は38%で、銀行預金の20%、金融債の15%を大きく上回り、昭和40年代に入ると、信託財産の50%以上を貸付信託が占めるほどになった。
貸付信託制度創設の目的の一つに、緊要な産業に対する長期資金の円滑な供給がある。創設当初の1952年の運用先は電力会社（36.0%）、鉄鋼業（16.5%）、鉱業（12.9%）など基幹産業を中心に貸し付けられたが、次第に化学メーカー、自動車メーカー、電機メーカーなどの製造業にも広げられた。
金融制度調査会は、経済発展の実情に即していない点があるとして、1970年の答申で貸付信託における融資先の制限、信託財産の運用方法の制限等について再検討を行うよう指摘した。これを受け、融資先を中小企業への貸付や住宅ローンにも広げられるよう「資源の開発その他緊要な産業」の文言を「国民経済の健全な発展に必要な分野」に改める点、および貸付信託元本に対し常時5%以上の有価証券を保有すること（ただし、元本で運用する有価証券は公社債に限る）の2点について、1971年2月に貸付信託法改正案が国会に提案され同年3月に可決同6月に公布・施行された。1976年5月に貸付信託の買取併合制度の実施、1977年3月に自動継続貸付信託の取扱開始、1981年1月に信託総合口座の取扱を開始するなど商品の改善が行われ、1981年6月には収益満期受取型の「ビッグ」の取扱が開始された。
高度経済成長が終わると信託銀行は低利での資金調達が容易になり、長期資金需要にも陰りが見えはじめた。
この状況下では長期金利に連動した高利回りの貸付信託は収益の重荷となり、1993年度に長期プライムレートに連動した金利から、運用資金のウェイトに応じて金利を決定する長期バスケット方式に変更した。1993年10月に3年の変動金利定期預金が導入されたことなどにより、貸付信託と銀行預金との金利差は小さくなり、このことから貸付信託の残高は1993年度をピークに減少を始め、1999年9月には24兆円とピーク時の半分を割り込むに至った。年金信託など他の信託財産の伸びもあり、同時期の総信託財産における貸付信託の比率は10%を割り込んだ。
ALMの負担が大きいこと、預金と異なりすべての受益者を公平に扱う義務があり、受益者ごとに異なる配当率とすることが困難であること、1999年9月にBIS自己資本比率算出上のリスクウェイトが引き上げられたことから、信託銀行は貸付信託の販売に積極的でなくなり、2000年に日本信託銀行が貸付信託の募集を停止したのをはじめ、各行が順次取扱いを終了した。
- 募集停止時期（最終設定日）
  - 日本信託銀行 - 2000年5月[12]
  - 三菱信託銀行 - （2年物）2002年4月20日[13]、（5年物）2005年3月20日[14]
  - UFJ信託銀行 - 2005年6月20日[15]
  - みずほ信託銀行 - 2006年3月20日[16]
  - 住友信託銀行 - 2006年9月20日[17]
  - 中央三井信託銀行 - 2009年9月20日[18]

## 商品概要
法令上、販売金額は定められていなかったが、各受託者の約款により1万円単位で販売されていた。信託期間について、法令上は「2年以上でなければならない」と定められていたが、実際には2年物と5年物が販売され、そのうち5年物の残高比率が3/4以上を占めていた。創設当時の年利率は9.5%であり、地方銀行のクレームにより引き下げられたものの、1961年から1965年にかけては定期預金の5.5%より1.87%高い7.37%と設定された。受益権は受益証券により表示され、法令上は無記名が原則であるが受益者の請求により記名式とすることもでき、実際にはその多くが記名式で発行された。無記名の比率は1970年には12%であったが、1985年にはわずか0.4%であった。半年複利で運用され、創設当初の運用方法は貸付金および手形割引に限定された。受託者が信託銀行である場合に限り元本補填契約を付すことは可能であるが、その他委託者の事情による特約を付すことはできない。収益受領時期について、収益分配型と収益満期受取型の2種類の商品がある。後者は1981年から取扱いが開始され、「ビッグ」の愛称で販売されていた。「ビッグ」の運用益は貸付信託のファンド内にプールされて元本と同率で運用され、満期日に一括して支払われる。マル優の適用枠が元本のみとなり、実質的な非課税枠が増える特長がある。信託銀行は、年2回決算の「ユニット」と呼ばれる12の合同運用団を設定しており、これらの組み合わせにより毎月4日と19日に決算が行われ、受益者にはその翌営業日に配当が支払われる。貸付信託は税法上「合同運用信託」に該当し、収益分配時に利子所得として課税される。
「ビッグ」と並び扱われた金融商品には「ヒット」（一ヶ月据置型金銭信託）や「ワイド」（利子一括払い型利付金融債）などがあった。

## 有価証券性と元本補填契約
貸付信託は、合同運用指定金銭信託の一種だが、信託法・信託業法とは別に「貸付信託法」を定めて、受益権を有価証券に化体した点に特徴があった。当時の信託銀行と立法担当者は、無記名の有価証券による資金の吸収を意図していたのである。特別法により有価証券に化体する仕組みとしたため後年、1992年6月の法改正（いわゆる金融制度改革法。1992年法律87号）により、ディスクロージャー制度が整備された際、「実質的に同等の投資者保護が図られている」という理由で、貸付信託の受益証券は、証券取引法に基づくディスクロージャー制度の「適用除外証券」の1つとされた。
また、貸付信託は、指定金銭信託なので、旧・信託業法（1922年法律65号）9条により、元本の補填契約と利益の補足契約を行うことができた。もっとも、分散投資を建て前とする、通常の合同運用と異なったため、元本の補填契約は盛り込んだが、実績配当主義を採って、利益の補足契約は行わなかった。元本の補填契約があったことから、1964年の証券不況の後、証券投資信託を凌ぐ人気を集めた。